# Jaltenango de la Paz
La città di Jaltenango de la Paz è a capo del comune di Angel Albino Corzo, nello stato del Chiapas, Messico. Conta 9 594 abitanti secondo le stime del censimento del 2005 e le sue coordinate sono 15°52'N 92°43'W.

## Storia
Le sue origine sono abbastanza recenti e risalgo al 1925 quando ci fu il primo insediamento di contadini provenienti dai paese vicini come Montecristo de Guerrero; nel 1933 viene creato il comune di Angel Albino Corzo con Jaltenango de la Paz come capoluogo; dopo alcuni cambiamenti di nome, finalmente del 1980 durante il governo di Don Juan Sabines Gutiérrez, il comune torna alla sua corrente denominazione.

Dal 1983, in seguito alla divisione del Sistema de Planeación, è ubicata nella regione economica IV: Frailesca.